# Sensation: Молодые британские художники из коллекции Саатчи
«Sensation: Молодые британские художники из коллекции Саатчи» — художественная выставка объектов современного искусства из коллекции, принадлежащей Чарльзу Саатчи, и включающая ряд произведений Молодых британских художников. Проходила с 18 сентября по 28 декабря 1997 года в Королевской Академии художеств в Лондоне и позже в Гамбургском вокзале в Берлине и Бруклинском музее в Нью-Йорке. Запланированный показ выставки в Национальной галерее Австралии был отменен, так как директор галереи решил, что выставка «излишне коммерциализирована».
Выставка вызвала бурную полемику в Лондоне и Нью-Йорке в связи с показом на ней изображений Миры Хиндли и Девы Марии. Критиковалась мэром Нью-Йорка Рудольфом Джулиани.

## Произведения
Произведения искусства, представленные на «Sensation», принадлежали коллекции Чарльза Саатчи. Норман Розенталь, секретарь Королевской Академии художеств, помог с размещением 110 работ 42 разных художников. Многие из произведений уже стали известными и пользующимися дурной славой у британской публики. Например, подвешенная акула в формальдегиде Демиена Херста под названием «Физическая невозможность смерти в сознании живущего», палатка-инсталляция Трейси Эмин, названная «Все, с кем я спала с 1963 по 1678967856786797995», автопортрет Марка Куинна — замороженная голова, сделанная из его собственной крови, и недвусмысленные сексуальные изображения и скульптуры Сары Лукас. «Sensation» была первой возможностью для широкой аудитории увидеть все эти произведения одновременно. 

На входе для зрителей Королевской Академией был размещен дисклеймер: 
На выставке будут демонстрироваться работы, которые некоторым зрителям могут показаться неприятными. Родители несут личную ответственность, приводя на выставку своих детей. Одна из галерей доступна для посещения только для лиц, достигших 18 лет. 

## Лондон
Открытие «Sensation» в Королевской Академии вызвало ажиотаж в обществе и безумие СМИ. Журналисты широкополосных газет и таблоидов стремились прокомментировать противоречивые образы. Беспрецедентные толпы посетителей выстраивались в огромные очереди перед входом, чтобы увидеть все своими глазами. Выставка была чрезвычайна популярна среди широкой публики, во время показа ее посетило более 300 000 человек. Би-би-си описала «Sensation» как «изображения окровавленных расчлененных конечностей и откровенной порнографии».
Около четверти из 80 членов Королевской Академии решили, что выставка носит подстрекательский характер. Они и некоторые другие представители общественности жаловались на экспонаты, в частности на инсталляции Джейка и Диноса Чемпенов, представляющие собой детские манекены, у которых вместо носов были пенисы, а рты — в форме ануса.
Однако самую ожесточенную полемику вызвала работа Маркуса Харви «Мира», изображение убийцы Миры Хиндли, сделанное из сотен отпечатков детских ладоней. Группа протеста «Матери против убийства и агрессии» в сопровождении Уинни Джонсон, матери одной из жертв Хиндли, пикетировала выставку. Они просили убрать этот портрет, чтобы защитить чувства Джонсон.
Также сама Мира Хиндли послала из тюрьмы письмо с просьбой убрать ее портрет с выставки, что, по ее мнению, является необходимым, поскольку эта работа «пренебрежение не только к эмоциональной боли и травме, которые неизбежно испытают семьи жертв Мура, но и к чувствам других семей, чей ребенок тоже стал жертвой». Несмотря на все протесты, картина оставалась на выставке, в результате чего окна в Берлингтон-хаусе, доме Академии, были разбиты демонстрантами, и двое из них бросили в картину чернила и яйца, требуя ее удаления. Позже она была возвращена на обозрение уже помещенная под акриловое стекло и охранялась сотрудниками службы безопасности. 
На пресс-конференции 16 сентября 1997 года Дэвид Гордон, секретарь Королевской академии, прокомментировал спорный портрет: «Мнение большинства членов Академии состоит в том, что миллионы и миллионы изображений Миры Хиндли были напечатаны в газетах и журналах, об этих убийствах написаны книги, сняты телевизионные программы. Образ Хиндли — это общественное достояние, часть нашего сознания, ужасная часть нашей недавней социальной истории, законный предмет для журналистики — и для искусства.»

## Берлин
«Sensation» проходила в берлинском музее современного искусства Гамбургский вокзал с 30 сентября 1998 г. по 30 января 1999 г. и оказалась настолько популярной, что была продлена (первоначальной датой закрытия должно было стать 28 декабря 1998 г.). По мнению арт-критика Николя Кун из Der Tagesspiegel «„Сенсация“ не вызвала сенсации». Она утверждала, что берлинская публика посчитала работы молодых британских художников «скорее грустными и серьезными, нежели непочтительными, смешными и ослепительными».

## Нью-Йорк
В Нью-Йорке выставка демонстрировалась в Бруклинском музее с 2 октября 1999 по 2 января 2000 и сразу вызвала волну протестов, обращенных в первую очередь против работы «Святая девственница» Криса Офили, которая не вызвала такой реакции в Лондоне. Работа представляла собой тщательно выполненную Черную Мадонну, декорированную покрытым смолой куском слоновьего навоза. Мадонна была окружена маленькими коллажированными изображениями женских гениталий из порнографических журналов; издали они казались традиционными херувимами. По словам прессы, произведение было «смазано», «забрызгано» или «испачкано» слоновьим навозом.
Мэр Нью-Йорка Рудольф Джулиани, который видел работу Офили только в каталоге выставки, назвал ее «гадостью» и пригрозил отозвать у Бруклинского музея ежегодный грант в размере 7 миллионов долларов, потому что «у вас нет права на государственную субсидию за осквернение чужой религии». Кардинал Джон О’Коннор, архиепископ Нью-Йорка, сказал: «Нужно выяснить, является ли это нападением на саму религию». Президент крупнейшей группы ортодоксальных евреев Америки Манделл Ганчроу назвал произведение «глубоко оскорбительным». Уильям А. Донохью, президент Католической лиги за религиозные и гражданские права, сказал, что оно «вызывает отвращение».
Джулиани подал судебный иск о выселении музея, а Арнольд Леман, директор музея, подал федеральный иск против Джулиани за нарушение Первой поправки.
Хиллари Клинтон выступила в поддержку музея, как и Нью-Йоркский союз гражданских свобод. Редакция New York Times заявила, что позиция Джулиани «обещает начать новый ледниковый период в культурных делах Нью-Йорка». В газете также была размещена реклама на всю страницу в поддержку музея, подписанная более чем 100 актерами, писателями и художниками, в том числе Сьюзен Сарандон, Стивом Мартином, Норманом Мейлером, Артуром Миллером, Куртом Воннегутом и Сьюзен Зонтаг. Офили, который является римским католиком, сказал: «слоновий помет сам по себе довольно красивый объект».
Палата Представителей Соединенных Штатов приняла не имеющую обязательной силы резолюцию о прекращении федерального финансирования Бруклинского музея 3 октября 1999 года, и Нью-Йорк прекратил финансирование. 1 ноября федеральный судья Нина Гершон распорядилась, чтобы город не только восстановил финансирование, но и воздержался от продолжения своих действий по выселению музея.
16 декабря 1999 года 72-летний мужчина был арестован за преступное хулиганство после того, как смазал картину Офили белой краской, которая вскоре была удалена. Далее картина демонстрировалась за плексигласовым экраном и охранялась музейным служащим и вооруженным полицейским.
Сам Бруклинский музей предупредил, что произведения искусства на выставке «Sensation» «могут вызвать шок, рвоту, замешательство, панику, эйфорию и тревогу». Джеффри Хогриф, художественный критик газеты Нью-Йорк Обсервер так отозвался о музее: «они хотели получить известность, и они ее получили. Я думаю, это было хорошо просчитано». Главный редактор журнала The New York City Art & Auction Брюс Уолмер сказал: «когда скандал в конце концов утихнет, единственная улыбка будет на лице Чарльза Саатчи, мастера саморекламы.»

## Австралия
Выставка должна была открыться в июне 1999 года в Национальной галерее Австралии, но была отменена ее директором Брайаном Кеннеди. Он заявил, что выставка хотя и должна была финансироваться австралийским правительством, оказалась «слишком близка к рынку», поскольку финансирование Бруклинской выставки включало $160 000 от Саатчи, который владел работами; $50 000 от Christie’S, которые продавали Саатчи работы; и $10 000 от дилеров многих художников. Кеннеди сказал, что он не знал об этом, когда принимал выставку.

## Список художников
Молодые британские художники
- Джейк и Динос Чемпены
- Адам Чодзко
- Мэт Коллишоу
- Трэйси Эмин
- Маркус Харви
- Дамиен Херст
- Майкл Лэнди
- Абигейл Лейн
- Сара Лукас
- Рон Мьюек
- Крис Офили
- Ричард Паттерсон
- Симон Паттерсон
- Марк Куинн
- Фиона Рэй[англ.]
- Сэм Тейлор-Джонсон
- Гэвин Терк
- Джиллиан Уэринг
- Рэйчел Уайтрид
- Йинка Шонибаре

Другие художники из коллекции Саатчи
- Даррен Алмонд
- Маурицио Анзери
- Ричард Биллингем
- Гленн Браун
- Симон Каллери
- Кейт Ковентри
- Питер Дэвис
- Пол Финнеган
- Марк Френсис
- Алекс Хартли
- Мона Хатум
- Лангландс и Белл
- Мартин Малони
- Джейсон Мартин
- Алан Миллер
- Джонатан Парсонс
- Адриан Пиготт
- Джеймс Райли
- Дженни Савиль
- Йинка Шонибаре
- Джейн Симпсон
- Марк Уоллингер
- Сирит Вин Эванс